# Otto Frederik Suenson
Otto Frederik Suenson (født 19. november 1810 i København, død 19. november 1888) var en dansk søofficer og marineminister. Suenson var søn af kommandør Jean André Suenson (f. i Algier 30. november 1773, d. 5. januar 1840) og Anne Cathrina f. Lütken (27. november 1776 – 13. januar 1855).

## Virke på Orlogsværftet
Han blev 1829 sekondløjtnant i Marinen og avancerede 1839 til premierløjtnant, 1847 til kaptajnløjtnant og 1855 til kaptajn. Straks efter sin udnævnelse til officer lagde Suenson sig efter studiet af skibsbyggeri; 1834-39 og 1843-45 var han lærer i matematik for søkadetterne, 1836 indtrådte han som auskultant i Konstruktionskommissionen, 1841 blev han medlem af Kommissionen, 1839 og 43 foretog han en studierejse til England, blev 1844 ansat ved Orlogsværftets skibsbyggeri, avancerede 1846 til underfabrikmester og 1848 til fabrikmester, 1858 direktør for Marinens skibsbyggeri. Som sådan konstruerede han flere smukke og gode skibe: Fregatterne Niels Juel, Sjælland og Jylland, korvetterne Thor, Heimdal og Dagmar, ligesom det også var ham, der indledede bygningen af panserskibe her hjemme (Peder Skram og Dannebrog byggede han, Danmark, Rolf Krake og flere anskaffede han). Uagtet Suenson som Marinens overordnede skibsbygger virkede i en periode, hvori orlogsskibene var under en rivende udvikling (fra sejl- til dampskibe, fra upansrede til pansrede skibe), forstod han stadig at følge med og var bestandig på højde med udviklingen; hans ry som konstruktør gik derfor uden for landets grænser. Da embedet som fabrikmester i 1864 blev nedlagt, samtidig med at værftet blev reorganiseret, afgik Suenson og udnævntes samtidig til departementsdirektør i Marineministeriet, et embede han forestod til 1866.

## Politisk karriere
Som politiker havde Suenson forinden virket en stund; således var han 1852-1853 Folketingsmand for Holbæk Amts 4. kreds (Kalundborgkredsen), blev 1861 kongevalgt medlem af Rigsrådet, siden Rigsrådets Landsting og 1866 landstingsmand, 1857 valgtes han tillige til borgerrepræsentant i København. Det var derfor ret naturligt, at Suenson med sit kendskab til Marinens administration og politik 1. november 1867 valgtes til marineminister, hvilket embede han beklædte i 2 år, til 22. september 1869. Som minister var Suenson dog ikke ubetinget heldig; vel gennemførte han Loven om Søværnets Ordning af 24. april 1868, men denne lov kan ikke betegnes som noget fremskridt; trykket, som stemningen var i landet efter krigen, bærer den snarere stemplet af en tilbagegang, og hans dispositioner over en del af Nyboder samt afhændelsen af det gamle Søkadetakademi ligesom dettes nedlæggelse vakte berettiget kritik. Men i det hele taget står Suenson dog som en dygtig, kundskabsrig og livfuld, om end streng, skikkelse, der har haft en betydelig indflydelse på de mangeartede områder, hvori han virkede. Suenson døde på sin fødselsdag 1888.
Han var gift med Signe Ragnhilde Cornelia Dorothea f. Meyer (29. maj 1814 – 12. december 1891), datter af direktør for Søkvæsthuset, grosserer Joh. Did. Meyer (1774-1838) og Anna Dorothea f. Hornbech.